# Aleksandra Kot
Aleksandra Kot (ur. 17 lutego 2000 w Rzeszowie) – polska polityczka, z wykształcenia prawniczka, posłanka na Sejm X kadencji.

## Życiorys
W 2023 ukończyła studia prawnicze na Uniwersytecie Jagiellońskim, po których rozpoczęła aplikację adwokacką. W 2017 dołączyła do młodzieżówki Nowoczesnej – Młodych Nowoczesnych, w 2023 została przewodniczącą tej organizacji.
W wyborach parlamentarnych w 2023 kandydowała do Sejmu z piętnastego miejsca na liście Koalicji Obywatelskiej w okręgu krakowskim (jako przedstawicielka Nowoczesnej). Zdobyła 4942 głosy, nie uzyskując mandatu. W wyborach samorządowych w 2024 została wybrana do Rady Miasta Krakowa, otrzymując 3089 głosów. 28 czerwca tego samego roku objęła mandat posła X kadencji zwolniony przez Bartłomieja Sienkiewicza (wybranego do Parlamentu Europejskiego); została najmłodszym posłem na Sejm X kadencji. Zasiadła w Komisji Odpowiedzialności Konstytucyjnej oraz Komisji Sprawiedliwości i Praw Człowieka.

## Wyniki wyborcze
| Wybory | Komitet wyborczy    | Komitet wyborczy     | Organ           | Okręg        | Wynik        |
| ------ | ------------------- | -------------------- | --------------- | ------------ | ------------ |
| 2023   |                     | Koalicja Obywatelska | Sejm X kadencji | nr 13        | 4942 (0,65%) |
| 2024   | Rada Miasta Krakowa | Koalicja Obywatelska | nr 2            | 3089 (6,94%) |              |